# Čakovec z Bohušic
Čákovec z Bohušic bylo jméno starobylé vladycké rodiny.
Jejich erb: štít shora dolů půlený, a jako klenot měli dva bůvolí roh.
Jejich původ je od vesnice Bohušice u Konopiště. Jejich předek Jan byl od roku 1452 ve službách Rožmberků, a proto se přestěhoval do jižních Čech, kde bydlel v roce 1474 na Čákovci. Jeho syn Jindřich (1483–1495) se oženil s Helenou ze Štatenberka a byl v letech 1488–1491 purkrabím na Novém hradě. S ním žil Bohuněk Čakovec z Bohušic roku 1487. Po jednom z nich zůstali dva synové, z nichž záhy jeden zemřel, druhý ze synů se jmenoval Jiřík. S tímto se druhý syn Petr vyrovnal o otcovské a dědovské dědictví v roce 1513. Jmenovaný Petr seděl na Čákovci až do roku 1534. Tento statek se pak dostal bratrům Janovi, Jiříkovi a Petrovi. Petr zemřel v roce 1570. Petr se ujal Čákovce v letech 1569–1589, vyplatil Jana, jenž potom seděl v Kaplici.
Janovým synem mohl být Petr, který seděl v roce 1615 na Horšově a pak měl stateček Mezipotočí, který mu byl v roce 1619 zabrán. Jiříkuv syn Přibík, ač katolík byl ve službách odbojných stavů, z tohoto důvodu mu byl v roce 1620 zabrán statek Čákovec, ale v roce 1623 mu byl opět vrácen. Se svou manželkou Lidmilou Vamberskou z Rohatce, díky které vyženil statky Hřeben a Heršlák, zplodil syny Jiřího Jana, Karla Přemysla a Baltazara a dceru Dorotu. Dorotin první manžel byl Hynek Vamberský z Rohatce, zemřel roku 1650. Druhým jejím manželem byl N. Geldvik. Přibíkovi synové prodali roku 1630 Čákovec opatovi Vyšebrodskému a první tři synové zdědili po matce statky Hřeben a Heršlák, které pak v roce 1640 prodali. Po zbavení se všech těchto statků upadli v zapomnění.